# Peștera cu Lac
Peștera cu Lac (monument al naturii) este o arie naturală protejată ce corespunde categoriei a III-a IUCN (rezervație naturală de tip speologic), situată în județul Vâlcea, pe teritoriul administrativ al orașului Băile Olănești.

## Descriere
Aria naturală cu o suprafață de 0,10 hectare, cunoscută și sub denumirea de Peștera Lacul Verde (sau Peștera de Smarald) se află în Munții Căpățânii, la o altitudine de 990 m, în bazinul superior al râului Cheia și este inclusă în Parcul Național Buila-Vânturarița.
Rezervația naturală declarată arie protejată prin Legea Nr.5 din 6 martie 2000 (privind aprobarea Planului de amenajare a teritoriului național - Secțiunea a III-a - zone protejate), reprezintă o cavitate (peșteră) în versantul stâng al Ogașului Ursului compusă din mai multe galerii, una dintre acestea adăpostind un mic lac de cca. 1 m lățime, 10 m lungime și o adâncime maximă de 3 m; cu faună specifică peșterilor, precum și depozite fosilifere.